# Gustaf von Friesendorff
Gustaf Henrik von Friesendorff, född den 20 juni 1866 i Misterhults församling, Kalmar län, död den 5 maj 1942 i Stockholm, var en svensk friherre och militär. Han var bror till Carl von Friesendorff och svärfar till Arvid Holmberg.
von Friesendorff blev underlöjtnant vid Första livgrenadjärregementet 1889, löjtnant 1896 och kapten där 1906. Han blev major vid Kalmar regemente 1915. von Friesendorff beviljades avsked med tillstånd att kvarstå i regementets reserv 1921 och befordrades samtidigt till överstelöjtnant i armén. Han tjänstgjorde vid generalstabens topografiska avdelning och därmed inom Rikets allmänna kartverk 1896–1915 och från 1921. von Friesendorff blev riddare av Svärdsorden 1910 och av Vasaorden 1916.